# Томашевский, Марек
Ма́рек Томаше́вский (пол. Marek Tomaszewski; род. 1943) — польский пианист, один из основателей и участников инструментального дуэта «Марек и Вацек».

## Биография
Родился 20 ноября 1943 года в оккупированном Германией Кракове.
Музыкальное образование получил в Варшавской музыкальной академии. Во время учёбы он познакомился с Вацлавом Киселевским. Вместе с ним они основали фортепианный дуэт, который назвали по своим именам — «Марек и Вацек». Их дебют состоялся 8 марта 1963 года на польском телевидении.
После окончания академии в 1967 году выступал совместно с В. Киселевским на концертах Эвы Демарчик, Виолетты Виллас, Анны Герман, а также Марлен Дитрих в ходе её гастролей по Польше.
В последующем Марек Томашевский гастролировал вместе со своим напарником по США, Канаде, выступал в парижском зале «Олимпия». В 1967 году их дуэт получил премию Гран-при на варьете-фестивале «Золотой горностай» в Ренне.
В Париже Томашевский познакомился с выдающимся пианистом Артуром Рубинштейном. Беседа с ним убедила Марека, что «не бывает плохой или хорошей музыки, её нужно лишь хорошо играть».
Успешным в творчестве оказался 1973 год, когда дуэт дал множество концертов по всей Европе, включая Скандинавские страны.
С середины 1970-х годов Марек Томашевский постоянно проживает во Франции. С Вацлавом Киселевским они встречались то в Париже, то в Варшаве, где и работали над программой своих выступлений.
В 1986 году, после гибели в автомобильной катастрофе Вацлава Киселевского, дуэт «Марек и Вацек» прекратил своё существование. Марек Томашевский ограничил свою концертную деятельность. Вместе с Мишелем Презманом он выступал в составе нового дуэта «Марек и Мишель», а в 1988 году они записали альбом «Америка». В 2007 году в студии Польского радио Томашевский записал свой первый сольный альбом «Премьера».
В 2010 году Марек Томашевский сделал запись клавира балета И. Стравинского «Весна священная». Это результат долгой и кропотливой работы: клавир для одного фортепиано был прописан Стравинским лишь фрагментарно и потребовал трёх лет тщательной реконструкции, к тому же он чрезвычайно сложен для исполнения. Марек Томашевский — первый пианист, исполнивший шедевр Стравинского на одном фортепиано.
В настоящее время М. Томашевский проживает в городке Пармен поблизости от Парижа. Занимается, главным образом, преподавательской работой в собственной школе импровизации и джаза, крайне редко выступая на концертах.
Сын Марека Томашевского Давид (род. 1984) — кинорежиссёр, актёр, компьютерный художник.

## Дискография
- Marek & Vacek (1966)
- Favorite Melodies;  Pronit (1967)
- Ballades pour deux pianos; Barclay (1968)
- Piano firework, Marek Tomaszewski;  Wacław Kisielewski, Hamburg : Polydor, 1969. OCLC 56828999
- Classicai & Pop Pianos; Polydor (1970)
- Star Gala ; Polydor (1971)
- Piano in Gold; Polydor (1972)
- Concert Hits; Emi – Electrola (1973)
- Concerts Hits 2; Emi – Electrola (1976)
- Spectrum; Emi – Electrola (1977)
- Wiener Walzer; Emi – Electrola (1978)
- Das Program; Polydor (1979)
- Mondscheinsonate; Polydor (1979)
- Marek & Vacek live; Polydor (1983)
- Marek & Vacek '84, Marek Tomaszewski;  Wacław Kisielewski, Germany : Intercord, 1984. OCLC 44635323
- Romantische Flügel; Polydor (1984)
- Marek & Vacek ’84 ; Intercord (1984)
- Marek & Vacek Welterfolge; Intercord (1985)
- Die Marek & Vacek Story;  Prisma (1986)
- The Last Concert; Pronit Discographie : Marek & Michel (1988)
- Marek & Wacek Play Favourite Melodies, Marek Tomaszewski;  Wacław Kisielewski, Poland : Polskie Nagrania Muza, 1994. OCLC 50008036
- Live Marek & Vacek, Marek Tomaszewski;  Wacław Kisielewski, Poland : Niepokonani, 2001. OCLC 50008097
- Prząśniczka, Wacław Kisielewski;  Marek Tomaszewski, Warszawa : Pomaton/Emi, 2002. OCLC 62402024
- Exercises For 2 Pianos , Vol. 1 Intercord;  Exercises for 2 pianos, Vol. 2; Intercord Marek Tomaszewski (2005)
- Premiere; Rapsodia (2007)